# Tatlatui Park
Tatlatui Park är en park i Kanada.   Den ligger i provinsen British Columbia, i den centrala delen av landet, 3 700 km väster om huvudstaden Ottawa. Tatlatui Park ligger 1 711 meter över havet.
Terrängen runt Tatlatui Park är huvudsakligen kuperad, men söderut är den bergig. Trakten runt Tatlatui Park är nära nog obefolkad, med mindre än två invånare per kvadratkilometer.. Det finns inga samhällen i närheten.
Trakten runt Tatlatui Park består i huvudsak av gräsmarker.